# 43 Ariadne
Ariadne /æriˈædniː/ (định danh hành tinh vi hình: 43 Ariadne) là một tiểu hành tinh khá lớn và sáng ở vành đai chính. Nó là tiểu hành tinh lớn thứ nhì của nhóm tiểu hành tinh Flora. Tiểu hành tinh này do Norman R. Pogson phát hiện ngày 15 tháng 4 năm 1857 và được đặt theo tên nữ anh hùng Ariadne trong thần thoại Hy Lạp.

## Các đặc điểm
Ariadne rất thuôn dài (hầu như chiều dài gấp 2 lần chiều hẹp nhất của nó) và có thể thuộc dạng thùy kép hoặc ít nhất nó cũng rất gầy. Nó quay ngược, mặc dù các cực của nó hầu như song song với đường hoàng đạo hướng về hệ tọa độ hoàng đạo (β, λ) = (-15°, 253°) với 10° không chắc chắn. Tình trạng này cho một độ nghiêng trục quay khoảng 105°.

## Nghiên cứu
43 Ariadne đang trong một nghiên cứu về tiểu hành tinh sử dụng Hubble FGS. Các tiểu hành tinh được nghiên cứu bao gồm 63 Ausonia, 15 Eunomia, 43 Ariadne, 44 Nysa, và 624 Hektor.

## Thông tin bên lề
- Vì nguyên nhân không biết rõ, mà "tiểu hành tinh 43 Ariadne" được đưa vào một danh sách tên các người ủng hộ tàu vũ trụ Stardust của NASA được chứa trong một vi mạch (microchip) trong tàu vũ trụ.
- Kích thước biểu kiến tối đa của nó tương đương với kích thước biểu kiến tối đa của Sao Diêm Vương.